# 牛嶋俊明 ドリームファクトリー
『牛嶋俊明 ドリームファクトリー』（うしじまとしあき ドリームファクトリー）は、2008年4月4日からFM岡山で放送されているラジオ番組である。FM岡山のアナウンサーでDJの牛嶋俊明による冠番組でもある。

## 概要
金曜日の昼ワイドとしては、2005年3月で終了した『OKAYAMA HITS 30』以来3年ぶりの自社制作である。番組コンセプトは『夢をどんどん作っていく工場』。
アーティスト・ミュージシャンとの各種プロジェクト企画を行うほか、岡山県内で活躍する著名人やスポーツ選手とのトークコーナーや、牛嶋俊明が自らの趣味を生かしたエンタメコーナーも番組内にて放送されている。

## 放送時間
- 金曜 13:30 - 15:55（2008年4月4日 - 2021年9月24日）
- 金曜 15:00 - 18:30（2021年10月1日 - ） - 『WEEKEND PARADISE』[1]の終了に伴い、本番組の放送が金曜の夕方に移動。同時に放送時間が従来の2時間25分から3時間30分に拡大した。

## DJ
- 牛嶋俊明

## レギュラーゲスト
- 馬場俊英 - 『月刊馬場俊英』にリモート出演（毎月第1週、2021年4月～12月）[2]
- SETA - 『SETAの東京夕方通信』に出演（2021年10月1日スタート）[3]

## テーマソング
『DREAM SONG』石野田奈津代×奥華子

## タイムテーブル
2021年9月まで
- 13:30 - オープニング・ゲスト紹介・コーナー紹介
- 13:37 - ゲストコーナーその１（第1週は『ドリームファクトリーミュージックショー！月刊馬場俊英』）
- 14:00 - スポーツファクトリー
- 14:15 - JFNラジオショッピング（JFNC制作）
- 14:20 - ドリームトーク
- 14:55 - MY OLYMPIC α（TOKYO FM制作）
- 15:00 - “ムヴィ”の感動！それが映画です
- 15:20 - ゲストコーナーその２　又は　牛嶋のレコード部屋
- 15:50 - エンディング

アーティストがゲストの場合、13時台のゲストコーナーに出演する（場合によっては、15時台にもう一度登場することもある）。15時台のゲストコーナーは、アーティスト以外の著名人が出演することも少なくない。
2021年10月から
- 15:00 - オープニング・コーナー紹介
- 15:02 - ゲストコーナー（第1週は『ドリームファクトリーミュージックショー！月刊馬場俊英』）
- 15:55 - JFNニュース（JFNC制作）
- 16:00 - ドリームトーク
- 16:30 - Traffic Report
- 16:33 - スポーツファクトリー
- 16:55 - News Time（山陽新聞ニュース）
- 17:00 - “ムヴィ”の感動！それが映画です
- 17:15 - Traffic Report
- 17:20 - ジップ presents Partner's Radio
- 17:30 - SETAの東京夕方通信
- 17:50 - Traffic Report
- 18:00 - News Time（山陽新聞ニュース）
- 18:05 - OKAYAMA晴れの国ポケット
- 18:23 - エンディング